# V. Balduin flamand gróf
V. Lillei Balduin (kb. 1012 – 1067. szeptember 1.) Flandria hetedik grófja, apja IV. Balduin halála után 1035-től örökölte a grófi címet. Anyja Luxemburgi Otgiva, Balduin első felesége. Felesége 1028-tól Adèle de France, II. Róbert francia király lánya.

## Élete
Születésének ideje pontosan nem ismert, de mivel 1028-ban kötött házasságot, és előtte már szerepelt apja egyik oklevelében mint tanú, ezért születési évét legnagyobb valószínűséggel 1012-1013-ra teszik.
1028-ban felesége biztatására és a flamand nagyurak elégedetlenségét kihasználva felkelést indított apja ellen és sikerült is kiűzni Flandriából. IV. Balduin támogatójánál, I. Róbert normandiai hercegnél keresett menedéket. A herceg közbenjárására apa és fia 1030. szeptember 28-án Audenarde (v. mai nevén Oudenaarde) városában kibékültek.
1035-ben apja halála után örökölte a grófi címet. Trónra lépését követően háború tört ki Flandria és IV. Dirk holland gróf között, aki magának követelte Zeeland tartományt (amit még Balduin apja, IV. Balduin kapott II. Henrik német-római császártól). Balduin kisebbik fiát, Róbertet küldte a hollandok ellen, aki harci jártasságáról tanúságot téve sikerrel védte meg a grófság északi határait (és innen kapta később a “Fríz” melléknevet).
Megszerezte Lens grófságát a szomszédos Boulogne grófjaitól és 1044-ben megszerezte magának az Antwerpen őrgrófja címet is (feltehetően a korábbi őrgróf, Gozelon halálával).

### Küzdelme III. Henrik ellen
A flamand grófok kezdettől fogva a nyugat-frank, majd később a francia királyok hűbéresei voltak. Azonban a grófság egy része, Valenciennes városa és környéke a német-római császár jóvoltából jutott a grófok birtokába, ezért belekeveredtek a császárság belső politikai viszályaiba.
1046 és 1056 között, Szakállas Gottfried alsó-lotaringiai herceg szövetségeseként III. Henrik német-római császár ellensége lett. Gottfried szövetséget kötött Balduin flamand gróffal, Dirk holland és Hermann hainaut-i grófokkal. A felkelők Flushing-nál legyőzték a császári sereget, és később elfoglalták és kifosztották Verdun-t. Erre Gottfried nyilvános bűnbocsánatot tartott és kibékült a császárral. Korábbi birtokait a császár Adalbert hamburg-brémai érseknek adta.
1049-ben kiújultak az ellenségeskedések és Henrik legyőzte Dirket, illetve Adalbert segítségével szövetségre lépett Hitvalló Eduárd angol és II. Svend dán királyokkal, akik a tenger felől támadták Balduint. A jelentős létszámú császári sereg elfoglalta Valenciennes-t és más kastélyokat, visszahódította Antwerpen őrgrófságát és elérte, hogy IX. Leó pápa (akit korábban Henrik maga nevezett ki erre a tisztségre) kiközösítse Balduint és Gottfried. Balduin időközben meghódította Ename kastélyát és visszafoglalta Gent városát, illetve Gottfrieddel együtt visszaszerezték Nijmegent és sikerült megtartania Flandria grófságát.
Balduin jó kapcsolatokat ápolt Godwin wessexi gróffal, előbb fiát, Sveyn Godwinsont bújtatta 1049-ben, majd Godwin segítségére sietett 1051-ben, amikor azt száműzték.
1054-ben Balduin ismét felkelt a császár ellen, és elűzte Arrasi Jánost, aki a császár ajándékaként megkapta Cambrai városát. Ezután elfoglalta Liège városát, lerombolta Thuin-t, és egészen Huy váráig nyomult előre. Henrik nem késlekedett, és seregével Flandria ellen vonult. Henrik arra biztatta Cambrai püspökét, Liutpert-et, hogy nyissa meg a város kaput János előtt, aki cserébe Flandrián keresztül vezette volna a császári hadakat. A megállapodás végül nem jött össze, de Henrik ennek ellenére elfoglalta Tournai várát (1054. június), feldúlta a környező vidéket, miközben Balduin és Gottfried 1055-ben sikertelenül ostromolta Antwerpen városát.
Henrik 1056-os halála adott alkalmat arra, hogy a konfliktust lezárják, és az andernach-i béketárgyalások eredményeként (1056 és 1059 között) Balduin megkapta Ename márkiságát, Gent városát, Waes és Quatre-Métiers tartományokat, illetve megtarthatta a korábban vitatott Zeeland tartományt is.
A csatározások eredményeként Valenciennes városát Hermann hainaut-i gróf kapta meg. Azonban Hermann 1049-es halála után Balduin fia, a későbbi VI. Balduin feleségül vette annak özvegyét, Richilde-t és elérte, hogy az első házasságból származó, testileg fogyatékos fiúgyermeket kizárták az öröklésből. Ezzel az Hainaut-i grófságot lényegében a flamand grófok befolyása alá vonta. A házasságot Engelbert cambrai-i püspök ellenezte és semmisnek nyilvánította (főleg Henrik befolyása miatt, de színleg azért, mert a házastársak túlságosan közeli rokonok voltak), illetve kiátkozta Balduint és Richilde-t.
Később IX. Leó pápa felmentette Balduint és feleségét (feltehetően azért is, mert rokoni kapcsolatok fűzték Richildéhez) és III. Henrik halála után annak özvegye, Poitoui Ágnes elismerte mind a házasságot, mind az öröklési szerződést.
Balduin európai politikai súlyára jellemző, hogy I. Henrik francia király 1060-ban bekövetkezett halála után a későbbi I. Fülöp francia király gyámja és Franciaország régense volt.
1067. szeptember 1-jén halt meg és a lille-i Saint-Pierre de Lille templomban temették el. Özvegye a messen-i kolostorba vonult vissza, ahol 1079-ben halt meg.

## Családja
1028-ban vette feleségül II. Róbert francia király lányát, Adèle-t. Bár korabeli források erre nem tartalmaznak semmilyen egyértelmű utalást, de meglehetősen elterjedt a nézet, hogy Adèle korábban III. Richárd normandiai herceg özvegye volt.
A házasságból három, meglehetősen jól dokumentált utód született:
- Balduin (? – 1070. július 17.), később 1067 és 1070 között VI. Balduin néven örökölte a grófi címet. Felesége Richilde, a korábbi hainaut-i gróf, Hermann özvegye.[10]
- Matilda (? – 1083. november 2.), Vilmos normandiai herceg, a későbbi Hódító Vilmos felesége.
- Róbert (? – 1093. október 12. v. 13.), becenevén a „Fríz”, 1071 és 1093 között Flandria grófja, miután a casseli csatában legyőzte és megölte unokaöccsét, III. Arnulf flamand grófot. Felesége Gertrude, I. Floris holland herceg özvegye és II. Bernát szász herceg lánya.[11]

### További, feltételezett utódok
A fent említett három utód mellett számos további törvénytelen utódot tulajdonítanak Balduinnak, elsősorban Orderic Vitalis és Aubri de Trois Fontaines. Ezek közül csak egy van, akinek kapcsolatát Balduinnal nem lehet kizárni, de általában egyiket sem említik leszármazottai között.
- Henrik „az írnok” (Orderic)

Orderic Vitalis mint V. Balduin egyik fiát említi, de ennek ellenére semmilyen más információ nem maradt fenn róla. Léon Vanderkindere belga történész azzal veti el a feltevést, hogy a Henrik név nem volt elterjedt a flamand grófi családban, de azzal nem számolt, hogy Balduin feleségének, Adèle-nek volt egy Henrik nevű bátyja. Mivel Orderic számos téves adatot is közöl krónikájában, ezért a Henrikre vonatkozó adatokat nem lehet teljes bizonyossággal elfogadni.
- Judit (? – 1094), először Tostig, Northumbria grófjának, majd Welf, bajor herceg felesége. Judit igazából V. Balduin féltestvére volt, apjuknak, IV. Balduinnak második házasságából. Mindenesetre számos forrás mint V. Balduin lányát tartja nyilván.
- Arnulf

Mivel Orderic a Flandria “konzulja” címet tulajdonította neki, ezért feltételezhető, hogy nem Balduin egyik fiáról, hanem a későbbi III. Arnulfról van szó, VI. Balduin fiáról és V. Balduin unokájáról.
- Udo (? – 1078), Treves érseke

Udo valójában, több más forrás alapján, Eberhard gróf és felesége, Ida fia volt.
- Philippe

A későbbi Ypres-i Vilmos apja, Philippe valójában Fríz Róbert fia, vagyis V. Balduin unokája volt.